# 大怪獣モノ
『大怪獣モノ』（だいかいじゅうモノ）は、2016年公開の日本映画。

## 概要
河崎実監督による特撮映画。『フランケンシュタイン対地底怪獣』など往年の怪獣映画にオマージュを捧げている。主演は当時飯伏プロレス研究所所属だったプロレスラー、飯伏幸太。本来2015年撮影予定であったが、飯伏の頸椎椎間板ヘルニアにより2016年に延期となった。
キャッチコピーは「地底怪獣対スーパー巨人！驚天動地の大決戦！」。

## あらすじ
250年ぶりに噴火した明神岳から大怪獣モノが出現。モノは電磁パルスを発し、あらゆる電子機器を無力化する能力を秘めていた。
為す術のない日本政府は、かつて万能細胞「セタップX」の捏造疑惑で学会を追われた科学者、超理化学研究所の西郷博士（真夏竜）とその娘・美和（河西美希）に救いを求める。万能細胞・セタップXは既に完成されていたのだ。西郷博士は助手の新田陽出人（斉藤秀翼）にセタップXを注射。新田は身長40メートルの巨大新田（飯伏幸太）へと巨大化し、大怪獣モノに戦いを挑む！

## 登場怪獣など
大怪獣 モノ
地殻変動の影響によって埼玉県明神岳・もののけ峠の地下から出現した怪獣。明神岳付近で防衛軍と交戦した後、地底を通って渋谷へと進攻。そこで3度に渡って大巨人と激突する。
名前は明神岳の伝説に因んだもので、学名モノケロデウス。5千万年前から棲息していた地底生物であり、生物学的には巨大爬虫類から哺乳類へ進化する過程にある。古代中国では物の怪または鬼と呼ばれ、鎌倉時代に記された『太平風土記』には「怪獣猛能」と記録されている。肉食性で、人も食う。反響定位による狩りに用いるために角から電磁パルスを放出することができ、それによってコンピューターを用いるあらゆる現代兵器、電子機器、毒蝮三太夫のラジオ番組を除く通信・放送を麻痺させた。その他の攻撃手段として、手の爪からの放電や口からの黒い毒霧攻撃などがある。また、伝承では陰の気を全身に纏っており、陽の気を持つ者が裸で立ち向かわねば倒せないとされている。
出現した個体はメスであり、明神岳ではモノの卵も発見されている。卵から抽出された細胞には分裂速度が極めて速いという特徴があり、セタップX完成のための重要な参考となった。年齢は人間換算で70歳と高齢であり、ようやく産み落とした卵に対する愛着が強い。

大巨人（巨大新田）
セタップXを注射され巨大化した新田陽出人。特殊繊維製の伸縮自在なパンツのみを着用している。特筆すべき能力はなく、プロレス技を駆使して戦う。また、悪の遺伝子を組み込んだ改良セタップXを注射された際には、毒霧などの反則攻撃に動じない精神を得たほか、ビル上のアンテナ鉄塔などを武器として用いている。
ジュガンダ
3億5千年前に棲息していたムクゲの亜種。自然のバランスの崩れによって明神岳に発生した異変の一つとして、通常サイズより大型のものが出現している。

## 登場兵器
防衛軍
- 10式戦車
- 90式戦車
- 業務車1号
- AR-15自動小銃
- HK417自動小銃
- SG552アサルトライフル
- MP5短機関銃
- M870散弾銃

スパイ
- P220拳銃

## 出演
- 新田陽出人（B）[1] - 飯伏幸太
- 新田陽出人（A）[1] - 斉藤秀翼
- 新田陽出人（C） - 鈴木みのる
- 西郷博士 - 真夏竜
- 西郷美和 - 河西美希
- リサ - 赤井沙希
- 神倉防衛長官 - 古谷敏
- 橋本防衛副長官 - きくち英一
- 桐原教授 - 筒井巧
- 泉忍道 - 堀田眞三
- 毒蝮三太夫 - 毒蝮三太夫
- 西川翼 - 仁科あい
- 北岡龍貴
- 中井貝一レポーター - きくりん
- 事務次官[1] - ウクレレえいじ
- ナマコラブ
- 高木三四郎
- 兵動大樹
- モト冬樹
- 会田誠
- 星光子
- 萩原佐代子
- 牧野美千子
- 岩井志麻子
- 渡洋史
- 堀内正美
- 西條康彦
- リカヤ・スプナー
- サン・ジュナ
- ナマコプリ
- 岡村洋一
- 阿部能丸
- 鶴見亜門
- KYO-SUKE
- 怪獣と巨人の戦いを熱く実況する男[1] - 村田晴郎
- 鈴木秀人
- 破李拳竜
- 大島薫
- レイパー佐藤
- タブレット純
- なべやかん
- 有村昆
- 大怪獣モノ - 谷口洋行[1]

## スタッフ
- プロデューサー - 山口幸彦、関谷和隆、河崎実
- 監督 - 河崎実
- 脚本 - 中野貴雄、河崎実
- 怪獣デザイン - 森野達弥
- デザインワークス - 加藤礼次朗
- 撮影 - 松尾誠
- 照明 - 斉藤久晃
- 録音 - 相田義敦
- 助監督 - 雨宮真五、松岡孝典
- 衣装 - 手嶋幸弘
- ヘアメイク - 宮本圭歌
- スチール - 長谷川靖哲
- 音楽 - 中村遼
- 編集・VFX - 人見健太郎
- 効果 - 清田伸雄
- 特殊造形 - 坪井浩一、安陪大地
- 特撮美術 - 長谷川俊介
- 操演 - 横井ゆたか
- 製作 - キングレコード、リバートップ
- 製作プロダクション - リバートップ
- 宣伝 - フリーマン・オフィス
- 配給 - アーク・フィルムズ

## 主題歌・劇伴
エンディングテーマ「太陽を信じて…」
歌 - ベッド・イン

## 映画外の大怪獣モノ
2016年8月28日、「あみゅ博・FIGHTING　AID」（東京・豊洲）で「大怪獣モノvsケンドー・カシン」のプロレスイベント発表。天候不良によりイベントは流れたが、会場内でカシンがモノの卵を強奪。以降、カシンが入場時のアイテムとして持ち出し、モノも取り返そうと全日本プロレスの会場に現れている。